# Incidentes entre GNK Dinamo Zagreb e Estrela Vermelha de Belgrado
Os incidentes entre GNK Dinamo Zagreb e Estrela Vermelha de Belgrado foi um motim de futebol que ocorreu em 13 de maio de 1990 no Estádio Maksimir em Zagreb, SR Croácia, então parte da Iugoslávia, entre os Bad Blue Boys (torcedores do Dinamo Zagreb) e o Delije (torcedores da Estrela Vermelha de Belgrado). O incidente ocorreu apenas algumas semanas após as primeiras eleições multipartidárias da Croácia em quase cinquenta anos, nas quais os partidos a favor da independência croata havia conquistado a maioria dos votos. O motim resultou em mais de sessenta pessoas feridas, incluindo algumas esfaqueadas, baleadas ou envenenadas por gás lacrimogêneo.